# Foreste di latifoglie dell'Europa occidentale
Le foreste di latifoglie dell'Europa occidentale sono un'ecoregione dell'ecozona paleartica, definita dal WWF (codice ecoregione: PA0445), che si estende attraverso l'interno dell'Europa occidentale.

## Territorio
È un'ecoregione di foresta temperata che occupa 492.300 km² in Europa occidentale, dall'estremità sud-occidentale della Polonia, attraverso la Repubblica Ceca occidentale, il nord di Austria e Svizzera, il centro e il sud della Germania, la totalità del Lussemburgo, l'estremità meridionale dei Paesi Bassi e il sud-est del Belgio, fino al nord-est e al centro-sud di Francia e Spagna. Entro i confini di questa ecoregione si trovano il Massiccio Centrale di Francia, il Giura, gli altopiani del centro della Germania e della Baviera e i monti della Boemia. Le foreste di latifoglie dell'Europa occidentale sono state sfruttate intensamente dall'uomo per centinaia di anni. Qui si trovano molte grandi città, e attualmente la maggior parte delle fertili pianure è stata convertita in terreni agricoli. Ciononostante, questa ecoregione ospita ancora floride popolazioni di uccelli. La maggior parte dei grandi mammiferi, tuttavia, è in diminuzione ed è scomparsa da molte aree.

## Flora
Le masse di aria calda e umida provenienti dall'oceano Atlantico dominano questa ecoregione interna. Piccole montagne (non più alte di 1500 m), colline e vallate sono presenti in tutta l'area. Le temperature annuali sono stabili, le precipitazioni sono distribuite abbastanza uniformemente durante tutto l'anno e le gelate si verificano durante un periodo variabile tra uno e tre mesi. Foreste di querce (Quercus spp.) e faggi (Fagus spp.) crescono bene con queste condizioni climatiche e dominano generalmente il terreno ondulato, ma sono presenti anche foreste miste di latifoglie e conifere.

## Fauna
Camminando lungo uno dei molti torrenti di questa ecoregione, è possibile imbattersi nelle conchiglie di due specie di bivalvi in pericolo di estinzione, il mitile d'acqua dolce di Spengler (Margaritifera auricularia) e il mitile perlifero d'acqua dolce (Margaritifera margaritifera). È possibile anche avvistare un visone europeo (Mustela lutreola) muoversi rapidamente attraverso l'umida vegetazione ripariale. Serpenti in pericolo di estinzione come la vipera dell'Orsini (Vipera ursinii), dalla criptica colorazione scura, strisciano nei prati. Insetti e pesci dominano l'elenco delle specie vulnerabili di questa ecoregione, con specie quali il carassio (Carassius carassius), l'azzurrina di Mercurio (Coenagrion mercuriale), la lampreda di fiume (Lampetra fluviatilis) e la formica rossa (Formica rufa). In estate la sgarza ciuffetto (Ardeola ralloides), il tarabusino (Ixobrychus minutus) e l'airone rosso (Ardea purpurea) vanno a caccia di pesci e invertebrati lungo fiumi e torrenti. L'oca lombardella minore (Anser erythropus), il codone (Anas acuta) e il cigno reale (Cygnus olor) si possono trovare nei pressi delle sponde dei laghi mentre si alimentano sul fondale. Ermellini (Mustela erminea) e martore (Martes martes) vanno in cerca di uova di uccello e piccoli mammiferi nelle rigogliose foreste di conifere e di latifoglie. Sparsi qua e là in questo paesaggio a mosaico vi sono prati aperti dove crescono colorati fiori di campo, orchidee terricole e altre piante.

## Conservazione
In ogni parte di questa ecoregione il paesaggio è dominato da aree urbane e terreni agricoli, quali vigneti e altre monocolture. Il corso della maggior parte dei torrenti è stato alterato dai programmi di irrigazione, e molte vallate sono state inondate dalle dighe costruite per sostenere il fabbisogno di energia e acqua.